# بلریو-اسپاد اس.۶۱
بلریو اس. ۶۱ (به انگلیسی: Blériot-SPAD_S.61) یک هواگرد ملخ‌پیشین تک‌موتوره از نوع جنگنده ساخت شرکت Blériot, and CWL/PZL under licence است. هواگرد بلریو اس. ۶۱ نخستین پروازش را در ۶ نوامبر ۱۹۲۳ میلادی انجام داد. در مجموع، تعداد ۳۰ فروند از این هواگرد ساخته شده‌است.
طراح این هواگرد، André Herbemont بود.